# Fujisawa Rikitarō

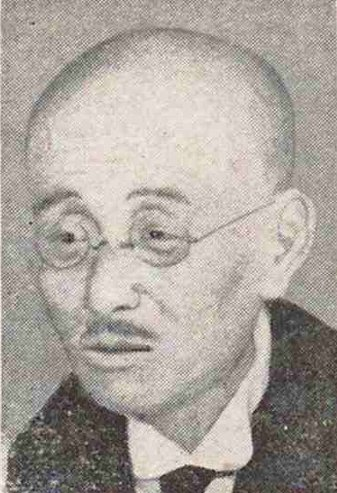
Rikitaro Fujisawa

Fujisawa Rikitarō (jap. 藤沢 利喜太郎; * 12. Oktober 1861 (traditionell: Bunkyū 1/9/9) in der Provinz Sado (heute: Präfektur Niigata); † 23. Dezember 1933) war ein japanischer Mathematiker.

## Leben
Fujisawa stammte aus adliger Familie, besuchte 1874 die Englischschule Tokio (Tōkyō Eigo Gakkō), 1876 die Kaisei-Schule Tokio (Kaisei Gakkō) und studierte ab 1878 an deren Nachfolgeinstitution, Universität Tokio, mit dem Abschluss 1882. Danach war er bis 1887 in Europa (Sommer 1883 London, Dezember 1883 Berlin, September 1884 Straßburg) zum Mathematikstudium, wo er unter Hermann Aron, Elwin Bruno Christoffel, Hermann von Helmholtz, Gustav Robert Kirchhoff, Johannes Knoblauch, Leopold Kronecker, August Kundt, Eugen Netto, Theodor Reye und Karl Weierstraß studierte. 1886 wurde er bei Christoffel an der Universität Straßburg promoviert (Ueber eine in der Wärmeleitungstheorie auftretende, nach den Wurzeln einer transcendenten Gleichung fortschreitende unendliche Reihe). Nach seiner Rückkehr 1887 war er bis zum Ruhestand 1921 Professor für Mathematik an der Universität Tokio (der zweite Mathematik-Professor in Japan nach Kikuchi Dairoku). 1903 war er Vorsitzender der Mathematisch-Physikalischen Gesellschaft Tokio und wurde 1906 Mitglied der Kaiserlichen Akademie der Wissenschaften. Ab 1925 war er als Vertreter dieser im japanischen Herrenhaus und wurde 1932 für eine zweite Amtszeit gewählt.
Bald nach seinem Lehrantritt in Tokio begann Fujisawa, der in Straßburg am Seminar Theodor Reyes teilgenommen hatte, die Institution des Forschungsseminars nach deutschem Vorbild zu etablieren. Zu seinen Schülern zählt der Zahlentheoretiker Takagi Teiji, der erste japanische Mathematiker, der nach der Öffnung Japans zum Westen in der Meiji-Zeit wesentliche Beiträge zur modernen Mathematik leistete (Klassenkörpertheorie). Fujisawa war der eigentliche Inkubator moderner zeitgenössischer Mathematik in Japan, die er mit aktuellen Lehrbüchern von seiner Europareise in Japan verbreitete. Davor bestand die Beschäftigung mit Mathematik aus dem Westen häufig nur aus Auswendiglernen von Texten. 
Neben seiner mathematischen Arbeit (er war auch in der Mathematikpädagogik aktiv und verfasste einen Bericht über den Mathematikunterricht in Japan für die International Commission for the Teaching of Mathematics) veröffentlichte er politische Schriften, über Wirtschaft und Finanzwesen und über Versicherungswesen (1889 veröffentlichte er ein Buch über Theorie der Lebensversicherungen).
1900 war er eingeladener Sprecher auf dem Internationalen Mathematikerkongress in Paris (Note on the mathematics of the old Japanese school). Darin vertrat er die Ansicht, die Null und die imaginäre Zahlen wären unabhängig in Japan gefunden worden, eine Ansicht, die sich aber nicht durchsetzte.
1920 wurde er mit dem Orden des Heiligen Schatzes 1. Klasse ausgezeichnet.